# Oreaster reticulatus
Espèce
Oreaster reticulatus, l'étoile coussin, est une espèce d'étoiles de mer tropicales de la famille des Oreasteridae.

## Description

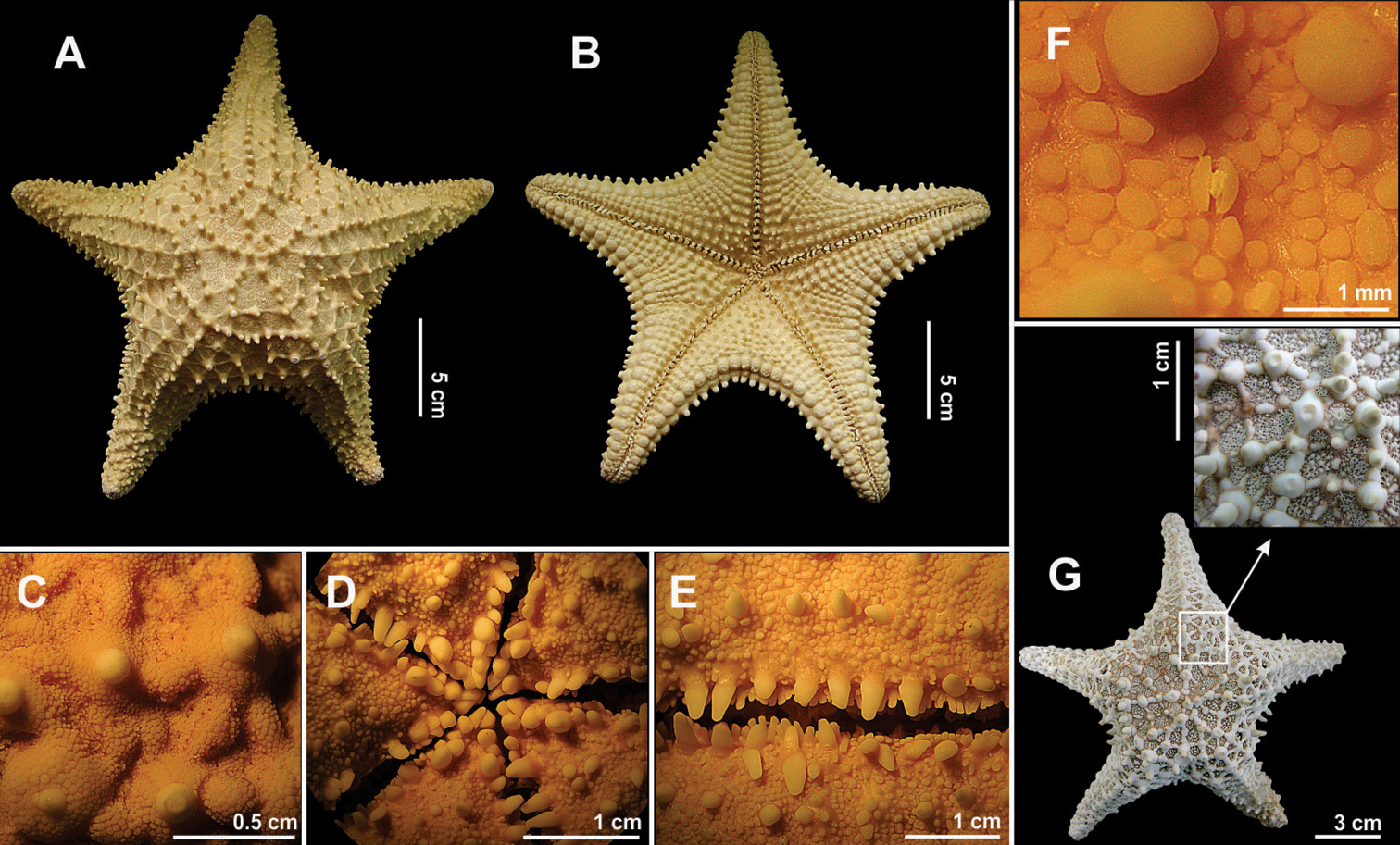
Détails d'un spécimen préservé.

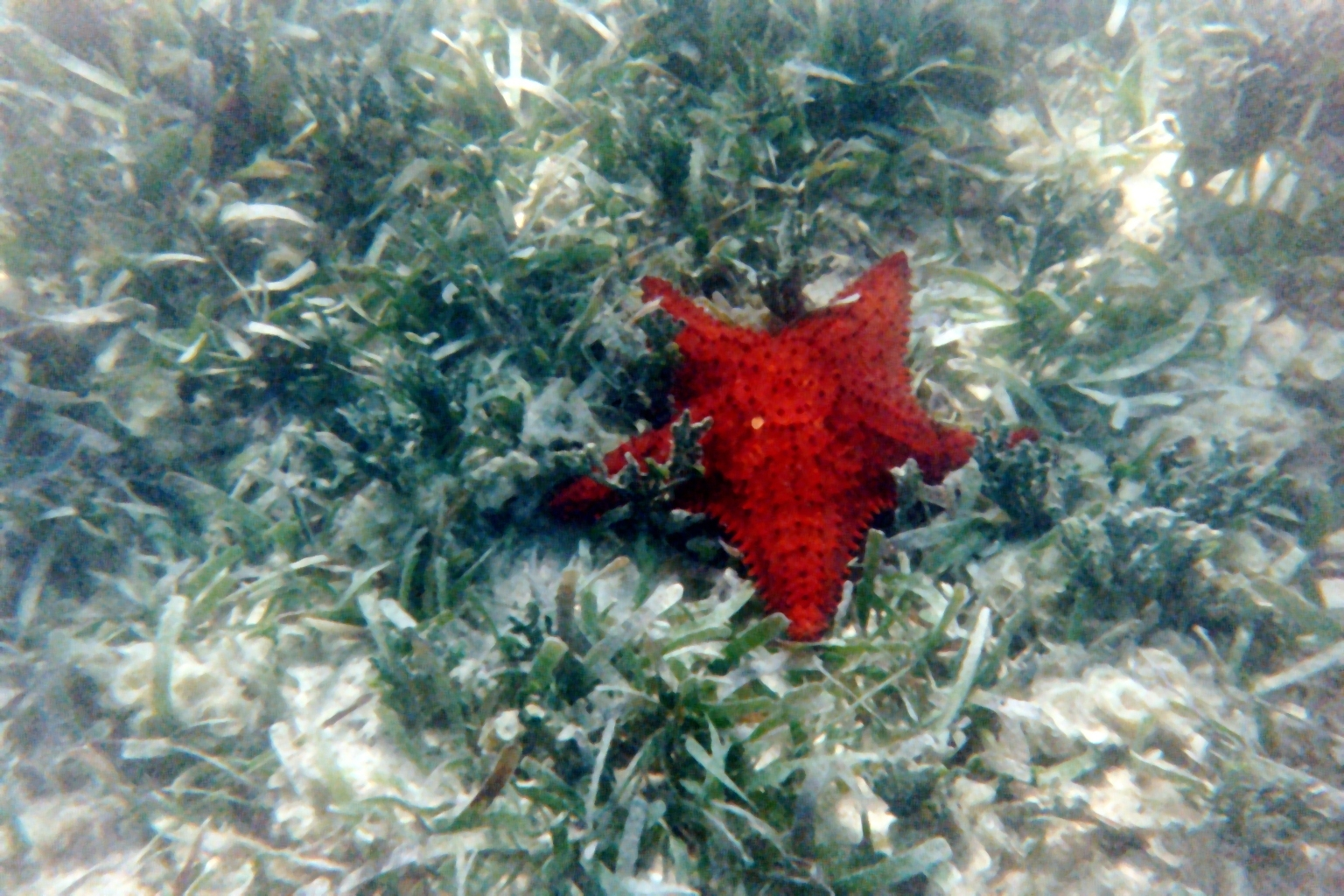
Étoile coussin dans de l'herbe à tortue, Puerto Rico

Ce sont des étoiles régulières, pourvues de cinq bras (rarement plus) courts à bout arrondi, de forme triangulaire, reliés par une région actinolatérale (« palmure » entre les bras) plus prononcée que chez les Protoreaster, et s'affinant vers le sol. Elles mesurent entre 20 et 50 cm de diamètre. Leur corps est assez rigide, bombé au centre, et couvert de courts monticules pointus formant un réseau coloré bien visible sur la face aborale de l'animal. Leur couleur générale varie du rose pâle au rouge foncé, mais est généralement rouge vif, quoique parfois plus terne (beige, gris) voire sombre (bordeaux). Les juvéniles sont d'aspect très différent, avec des bras plus marqués et des coloris plus variés (vert, jaune, brun... uni ou chamarré).

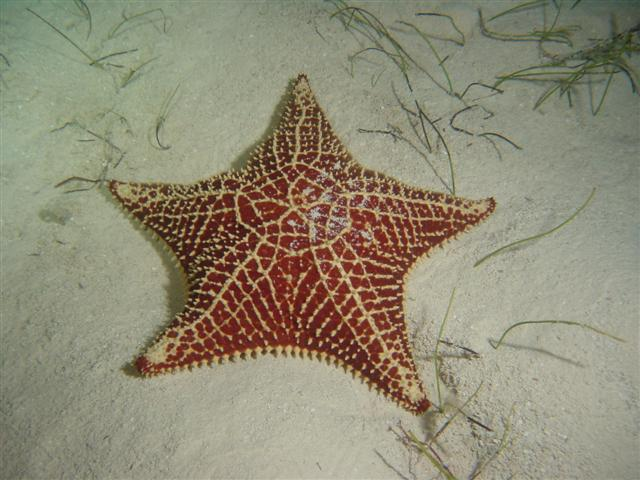
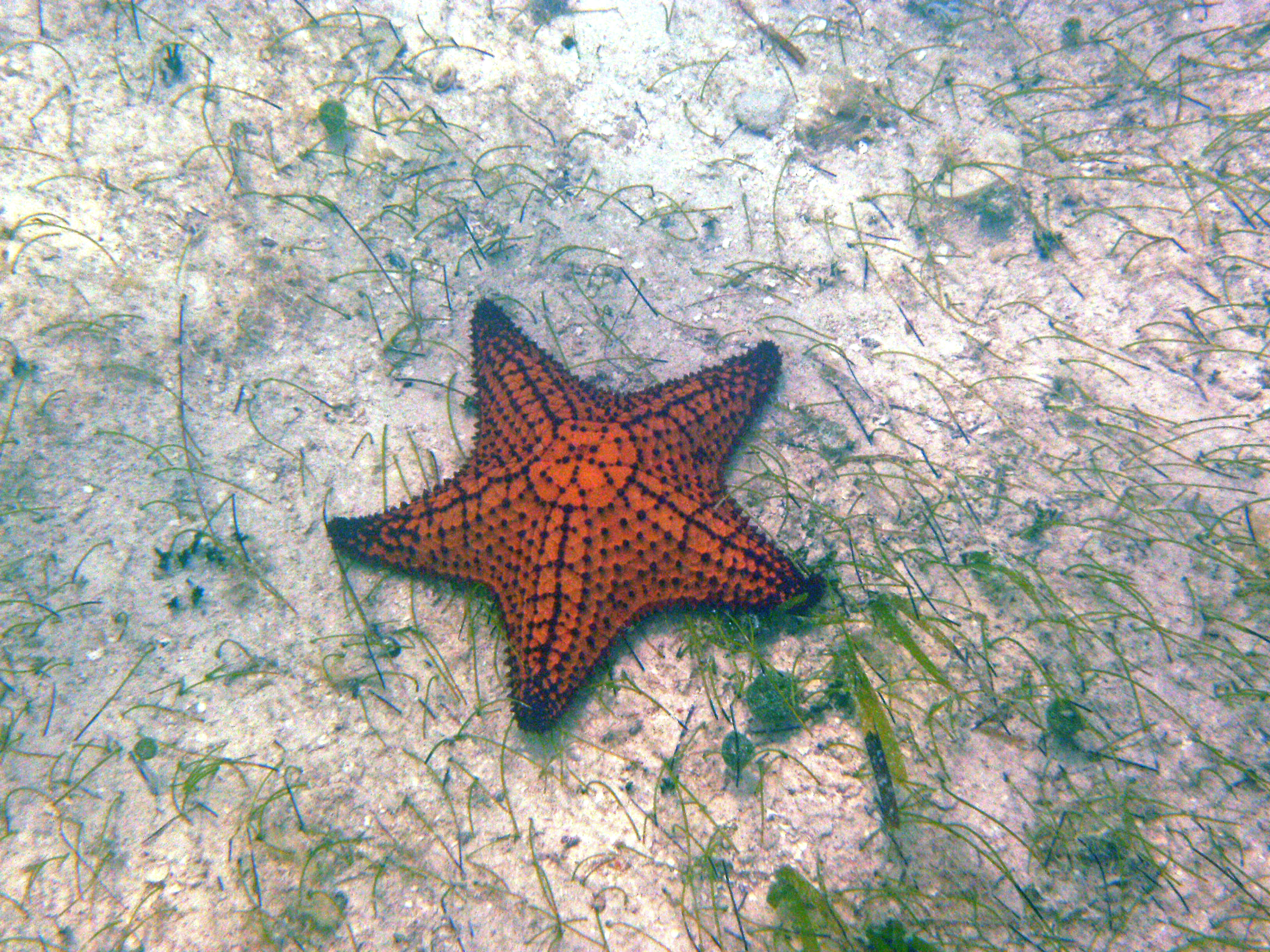
Spécimen à arêtes sombres
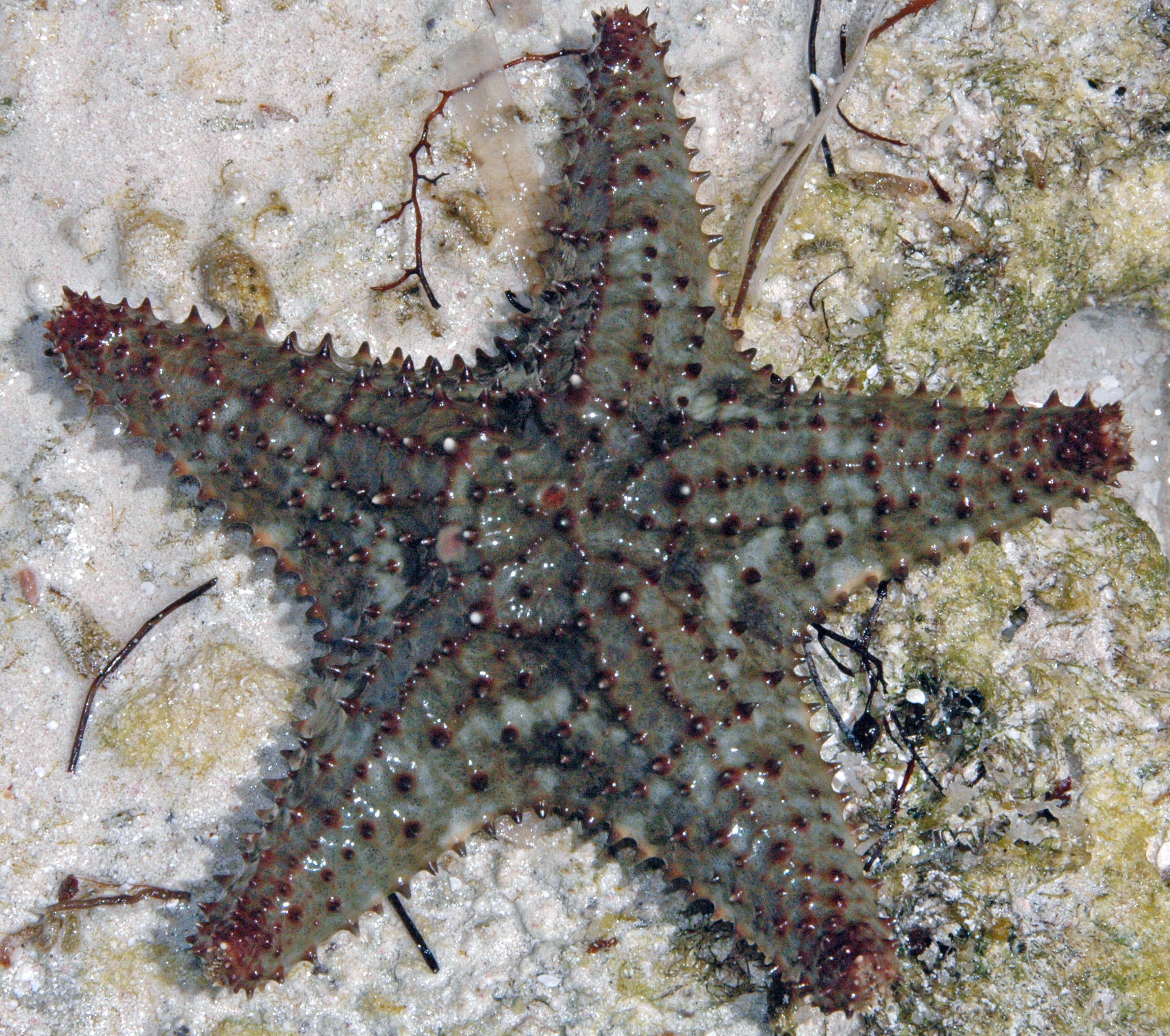
Spécimen sombre
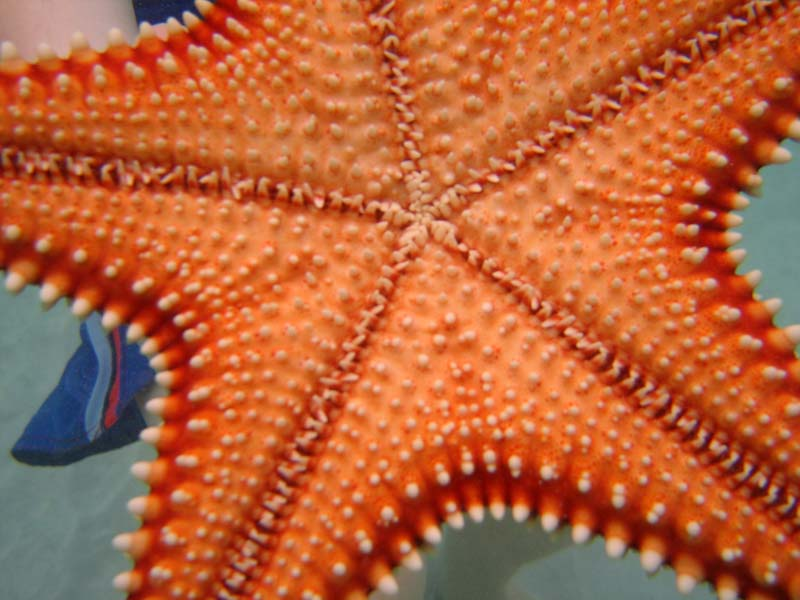
Face orale
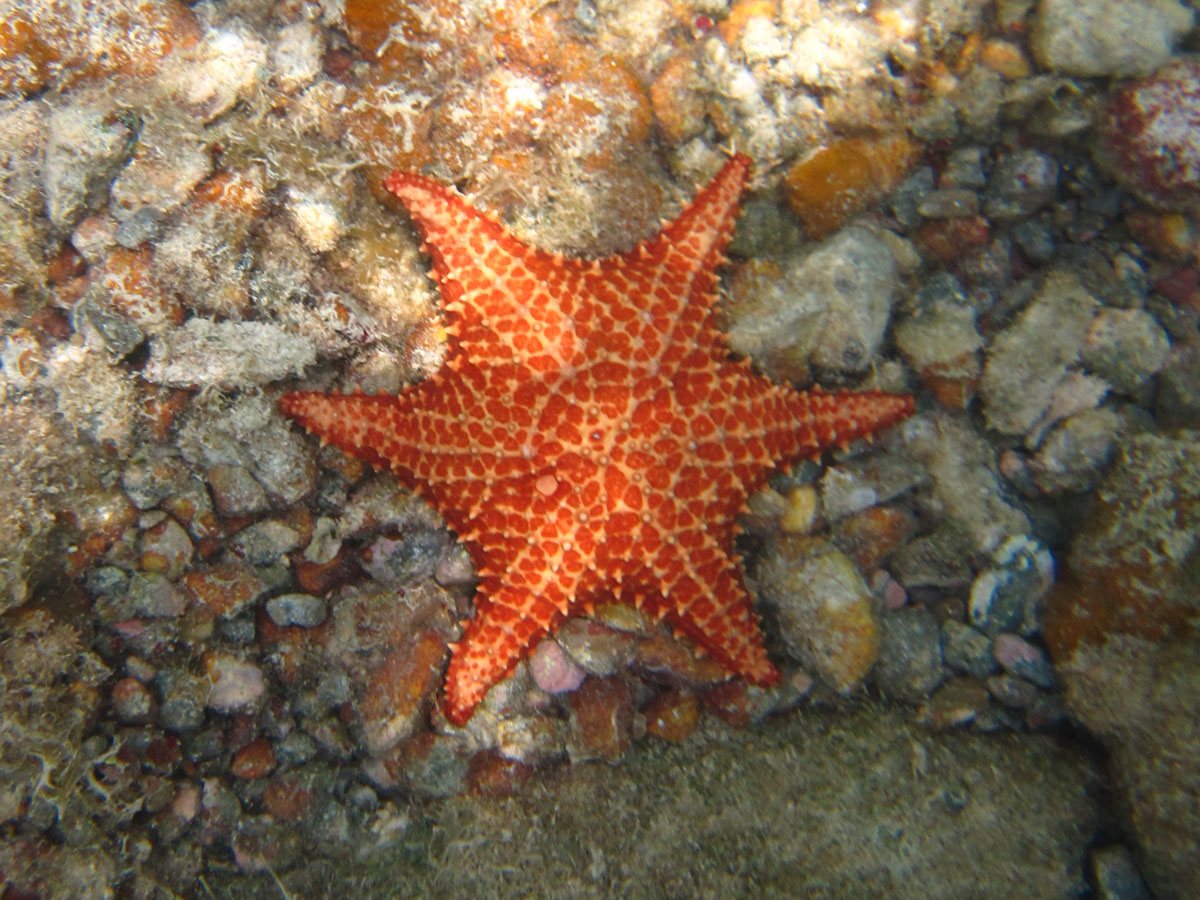
Spécimen à 6 bras (rare).

Malgré sa variabilité d'aspect, il n'existe pas de grand risque de confusion possible, cette étoile étant la seule de cet aspect dans les Caraïbes. Cette étoile a cependant un équivalent dans l'Atlantique est : Oreaster clavatus.

## Habitat et répartition
C'est une espèce largement répandue dans la zone tropicale du golfe du Mexique, et notamment dans les Caraïbes, de la Floride au Venezuela.
On les rencontre dans les eaux chaudes et peu profondes, entre la surface et une douzaine de mètres de profondeur.

## Écologie et comportement
C'est une étoile omnivore, qui se nourrit de n'importe quelle source de matière organique qu'elle trouve sur le fond, et principalement de feutrage algal (mais aussi des éponges, des débris...).
Elles vivent généralement en groupes, et peuvent parfois former d'importantes agrégations pour constituer des fronts qui ratissent le fond sur une large distance. Des expériences ont montré qu'une étoile isolée cherchera à rejoindre son groupe le plus vite possible.

## Relations à l'Homme

Spécimen holotype, musée d'histoire naturelle du Danemark.

Comme cette étoile vit sur les fonds sableux non loin des plages et sont pourvues de couleurs voyantes, elle est un des symboles des plages tropicales des Caraïbes. Elle figure ainsi sur les pièces d'1 centime aux Bahamas, mais aussi sur des timbres des Îles Vierges, etc.
Mais ce succès populaire a aussi un prix : elles sont souvent récoltées et séchées pour des raisons décoratives ou commerciales, ce qui a entraîné localement un effondrement de leurs populations ces dernières années.